# Рестлер (фільм)
«Ре́стлер» (англ. The Wrestler) — американо-французький фільм режисера Даррена Аронофскі. Займає 158-му сходинку у списку 250 найрейтинговіших фільмів IMDb. Прем'єра відбулася 5 вересня 2008 року на 65-му Венеційському кінофестивалі. Вихід фільму в український прокат відбувся 16 квітня 2009 року. На презентацію стрічки в Україні режисер прибув особисто.

## Сюжет
Головний герой стрічки — реслер Ренді Робінсон (Міккі Рурк) на прізвисько The Ram (в перекладі — «Баран»), що був відомим у 1980-х. Дія фільму відбувається двадцять років по тому, коли Ренді переживає не найкращі часи: йому доводиться виступати у невеликих залах за копійки. Ренді живе в орендованому трейлері, за який давно не платить, підробляє вантажником. Але на ринзі він все ще недосяжний. Видовищність його виступів викликає захват. Але після одного з поєдинків Ренді переносить інфаркт. Після операції лікарі рекомендують Ренді покінчити з реслінгом, і той намагається почати нове життя. Він намагається налагодити свої відносини зі старою подругою-стриптизершею Кессіді (Маріса Томей), у якої справи йдуть анітрохи не краще, пробує працювати продавцем у супермаркеті, хоче помиритися з донькою. Але всі його спроби виявляються марними і Ренді «Баран» Робінсон повертається на ринг.

## В ролях
- Міккі Рурк — Ренді «Баран» Робінсон
- Маріса Томей — Кессіді
- Еван Рейчел Вуд — Стефані
- Марк Маргуліс — Ленні
- Тодд Баррі — Вейн
- Восс Стівенс — Нік Вольпе
- Джуда Фрідлендер — Скотт Брамберг
- Ернест Міллер — «Аятолла»

## Нагороди і номінації

### Нагороди
- 2009 — Премія BAFTA
  - Найкращий актор — Міккі Рурк
- 2009 — Премія «Золотий глобус»
  - Найкраща оригінальна пісня — Брюс Спрінгстін, «The Wrestler»
  - Найкращий драматичний актор — Міккі Рурк
- 2009 — Премія «Незалежний дух»
  - Найкраща операторська робота — Маріс Альберті
  - Найкращий фільм — Даррен Аронофскі, Скотт Франклін
  - Найкращий актор — Міккі Рурк
- 2008 — Венеційський кінофестиваль
  - «Золотий лев» — Даррен Аронофскі

### Номінації
- 2009 — Премія «Оскар»
  - Найкращий актор — Міккі Рурк
  - Найкраща акторка другого плану — Маріса Томей
- 2009 — Премія BAFTA
  - Найкраща акторка другого плану — Маріса Томей
- 2009 — Премія «Золотий глобус»
  - Найкраща акторка другого плану — Маріса Томей